# Fortica (Omiš)
Fortica (más néven Stari grad Omiš) egy középkori várrom Horvátországban, a Split-Dalmácia megyei Omiš határában. 

## Fekvése
Omiš városa felett egy 311 méteres magasságú hegygerincen helyezkedik el.

## Története
A Fortica erődöt a horvát - török háborúk idején építették elsődleges védekezésként az Oszmán Birodalom ellen. Építésének az volt a célja, hogy támadás esetén menedéket biztosítson a helyiek számára, olyan fellegvár legyen, ahova visszavonulhatnak a törökök elől és tartósan ellenállhatnak nekik. Története során sohasem ostromolták. A török veszély megszűnése után elhagyták, azóta pusztul.

## A vár mai állapota
A kőből épített erődítmény védelmi kvalitásai abból a magasságból származnak, amelyen felépült. Ezért védőfalai nem a legerősebbek és elrendezése sem legkorszerűbb. A legmagasabb ponton egy kétszintes, négyzet alakú torony áll, amely mind kilátónak, mind őrhelynek szolgál. Az erőd túlsó végén egy egyszerű bástya áll, amely a megközelítésére szolgáló utat és a gerincvonalat fedezi. Az erőd külső barbakánja azt a célt szolgálja, hogy megvédje az erőd keskeny bejárati kapuját és az erőd alatti szurdokot. A körülbelül 1 méter vastag falak helyben kőfejtett mészkőből készültek. A falak egy belső udvart zárnak magukba, amelyet a terep természetes magasságkülönbsége két különböző szintre választ el. A szintek között egy kis kő lépcső vezet keresztül, amelyet egykor kőfal és átjáró védett. Támadás esetén az erődítmény kialakítása lehetővé tette a védők számára, hogy az egyes szintek elfoglalásakor visszavonuljanak a magasabb szintekre. A város központjából jól megjelölt ösvény halad az erődig, ahonnan az egyik legnagyszerűbb kilátás nyílik Dalmáciának erre a részére, Brač, Hvar és Šolta szigeteire, a Cetina szurdokára és Poljica nagy részére. A Fortica amellett hogy őrhely volt menedékhelyül is szolgált a támadó ellenséggel szemben. Erről a helyről már idejekorán észlelték a közeledő ellenséget és nagyban hozzájárult ahhoz, hogy Omišt története során sohasem tudták elfoglalni.

## Fordítás
Ez a szócikk részben vagy egészben  a   Starigrad fortress című angol Wikipédia-szócikk ezen változatának fordításán alapul.  Az eredeti cikk szerkesztőit annak laptörténete sorolja fel. Ez a jelzés csupán a megfogalmazás eredetét és a szerzői jogokat jelzi, nem szolgál a cikkben szereplő információk forrásmegjelöléseként.